# Ferquessedugu
Ferquessedugu ou Felquessedugu é uma cidade ao norte da Costa do Marfim. É subprefeitura e comuna do departamento de Ferquessedugu, no distrito de Tchologo, na região das Savanas.

## História
Em 1894 ou poucos anos depois, o fama Babemba (r. 1893–1898) do Reino de Quenedugu atendeu o pedido de Uairimé de Nielé e organizou uma expedição para ajudá-lo contra seus rivais. Com sua chegada, Barguim Golo e seus apoiantes fugiram para Ferquessedugu. Babemba entrou em Nielé, removeu suas reservas de pó e entregou para Uairimé e então perseguiu os fugitivos para Ferquessedugu, onde aniquilou-os. Barguim, por vingança, chamou Samori Turé (r. 1878–1898) do Império de Uassulu para ajudá-lo, mas Babemba continuou sua expedição.